# Copa Libertadores 2016
Die Copa Libertadores 2016, aufgrund des Sponsorings auch Copa Bridgestone Libertadores, war die 57. Ausspielung des wichtigsten südamerikanischen Fußballwettbewerbs für Vereinsmannschaften. In der Saison 2016 nahmen insgesamt 38 Mannschaften teil, 35 aus den zehn Mitgliedsverbänden der CONMEBOL, darunter Titelverteidiger River Plate aus Argentinien, der Sieger der Copa Sudamericana 2015, Independiente Santa Fe aus Kolumbien, sowie 3 aus Mexiko. Das Turnier begann am 5. Februar mit der Qualifikationsrunde.

## Teilnehmende Mannschaften
Die folgenden Mannschaften nahmen an der Copa Libertadores 2016 teil. Da der CA River Plate als Titelverteidiger automatisch qualifiziert war, durfte Argentinien sechs statt der üblichen fünf Teilnehmer zum Turnier entsenden, wobei zwei in die Qualifikation mussten. Mexiko, das eigentlich der CONCACAF angehört, sendete nach Einladung drei Mannschaften zum Turnier, von denen eine in die Qualifikation musste. Die Mannschaften, die in die Qualifikation für die Hauptrunde gehen mussten, waren in der Tabelle mit einem (Q) gekennzeichnet.
| Land                            | Verein                               | Qualifikationsgrund                                                                                        |
| ------------------------------- | ------------------------------------ | --- |
| Argentinien 6 Startplätze       | River Plate                          | Titelverteidiger                                                                                           |
| Argentinien 6 Startplätze       | Boca Juniors                         | Primera División 2015 Gewinner                                                                             |
| Argentinien 6 Startplätze       | Club Atlético San Lorenzo de Almagro | Primera División 2015 Zweiter                                                                              |
| Argentinien 6 Startplätze       | Rosario Central                      | Copa Argentina 2014/15 Gewinner                                                                            |
| Argentinien 6 Startplätze       | Racing Club Avellaneda (Q)           | Gewinner Primera División Liguilla Pre-Libertadores 2015                                                   |
| Argentinien 6 Startplätze       | Club Atlético Huracán (Q)            | Bester argentinischer Vertreter der Copa Sudamericana 2015, der sich nicht anderweitig qualifiziert hatte. |
| Bolivien 3 Startplätze          | Club Bolívar                         | Meister 2015                                                                                               |
| Bolivien 3 Startplätze          | Club The Strongest                   | Zweiter der Meisterschaften 2015                                                                           |
| Bolivien 3 Startplätze          | Oriente Petrolero (Q)                | Dritter 2015                                                                                               |
| Brasilien 5 Startplätze         | Corinthians São Paulo                | Meister 2015                                                                                               |
| Brasilien 5 Startplätze         | Palmeiras São Paulo                  | Pokalsieger 2015                                                                                           |
| Brasilien 5 Startplätze         | Atlético Mineiro                     | Zweiter 2015                                                                                               |
| Brasilien 5 Startplätze         | Grêmio Porto Alegre                  | Dritter 2015                                                                                               |
| Brasilien 5 Startplätze         | FC São Paulo (Q)                     | Vierter 2015                                                                                               |
| Chile 3 Startplätze             | CD Cobresal                          | Meister Clausura 2015                                                                                      |
| Chile 3 Startplätze             | CSD Colo-Colo                        | Meister Apertura 2015                                                                                      |
| Chile 3 Startplätze             | CF Universidad de Chile (Q)          | Pokalsieger 2015                                                                                           |
| Ecuador 3 Startplätze           | CS Emelec                            | Meister 2015                                                                                               |
| Ecuador 3 Startplätze           | LDU Quito                            | Zweiter 2015                                                                                               |
| Ecuador 3 Startplätze           | Independiente del Valle (Q)          | Dritter 2015                                                                                               |
| Kolumbien 3 Startplätze         | Deportivo Cali                       | Meister der Apertura 2015                                                                                  |
| Kolumbien 3 Startplätze         | Atlético Nacional                    | Meister der Finalización 2015                                                                              |
| Kolumbien 3 Startplätze         | Independiente Santa Fe (Q)           | Copa Sudamericana 2015 Gewinner                                                                            |
| Mexiko (CONCACAF) 3 Startplätze | UNAM Pumas                           | Punktbestes Team der Apertura 2015                                                                         |
| Mexiko (CONCACAF) 3 Startplätze | Deportivo Toluca                     | Zweitplatzierter der Apertura 2015                                                                         |
| Mexiko (CONCACAF) 3 Startplätze | Puebla FC (Q)                        | Meister Supercopa MX 2015                                                                                  |
| Paraguay 3 Startplätze          | Club Cerro Porteño                   | Meister der Clausura 2015                                                                                  |
| Paraguay 3 Startplätze          | Club Olimpia                         | Zweiter der Apertura 2015                                                                                  |
| Paraguay 3 Startplätze          | Club Guaraní (Q)                     | Erster in der Gesamttabelle (ohne Meister)                                                                 |
| Peru 3 Startplätze              | FBC Melgar                           | Meister 2015                                                                                               |
| Peru 3 Startplätze              | Sporting Cristal                     | Zweiter 2015                                                                                               |
| Peru 3 Startplätze              | CD Universidad César Vallejo (Q)     | Dritter 2015                                                                                               |
| Uruguay 3 Startplätze           | Nacional Montevideo                  | Meister 2015                                                                                               |
| Uruguay 3 Startplätze           | Peñarol Montevideo                   | Zweiter 2015                                                                                               |
| Uruguay 3 Startplätze           | River Plate Montevideo (Q)           | Bestplatzierter Nichtfinalist 2015                                                                         |
| Venezuela 3 Startplätze         | Deportivo Táchira FC                 | Meister 2015                                                                                               |
| Venezuela 3 Startplätze         | Trujillanos FC                       | Zweiter 2015                                                                                               |
| Venezuela 3 Startplätze         | FC Caracas (Q)                       | Bestplatzierter Nichtfinalist 2015                                                                         |

Anmerkungen:
1. ↑  Die 3 erstplatzierten Teams sind für die CONCACAF Champions League 2015/16 qualifiziert und somit nicht für die Copa Libertadores 2016 spielberechtigt.

## Modus
Bei Punktgleichheit in der Gruppenphase war die Tordifferenz für das Weiterkommen maßgebend, dann die Anzahl der erzielten Tore, danach die der auswärts erzielten Treffer. Sind auch diese gleich, entschied das Los. In den K.-o.-Runden galt bei Punkt- und Torgleichheit ebenfalls die Auswärtstorregel. Ist deren Anzahl gleich folgte ohne Verlängerung sofort ein Elfmeterschießen.

## Qualifikation
Die Hinspiele fanden zwischen dem 2. und 4. Februar, die Rückspiele zwischen dem 9. und 11. Februar 2016 statt. Das erstgenannte Team hatte im Hinspiel Heimrecht, das zweite im Rückspiel.
|                              | Gesamt    |                         | Hinspiel | Rückspiel |
| ---------------------------- | --------- | ----------------------- | -------- | --------- |
| Oriente Petrolero            | 1:6       | Independiente Santa Fe  | 1:3      | 0:3       |
| Club Atlético Huracán        | (a)2:2(a) | FC Caracas              | 1:0      | 1:2       |
| Puebla FC                    | 2:3       | Racing Club Avellaneda  | 2:2      | 0:1       |
| River Plate Montevideo       | 2:0       | CF Universidad de Chile | 2:0      | 0:0       |
| Independiente del Valle      | (a)2:2(a) | Club Guaraní            | 1:0      | 1:2       |
| CD Universidad César Vallejo | 1:2       | FC São Paulo            | 1:1      | 0:1       |

## Gruppenphase

### Gruppe 1
| Pl. | Verein             | Sp. | S | U | N | Tore    | Diff. | Punkte |
| --- | ------------------ | --- | - | - | - | ------- | ----- | ------ |
| 1.  | River Plate        | 6   | 3 | 2 | 1 | 017:700 | +10   | 11     |
| 2.  | FC São Paulo       | 6   | 2 | 3 | 1 | 011:500 | +6    | 09     |
| 3.  | Club The Strongest | 6   | 2 | 2 | 2 | 006:110 | −5    | 08     |
| 4.  | Trujillanos FC     | 6   | 1 | 1 | 4 | 007:180 | −11   | 04     |

| 17. Februar 2016   |     |                    |                                             |
| FC São Paulo       | 0:1 | Club The Strongest | Estádio do Morumbi                          |
| 26. Februar 2016   |     |                    |                                             |
| Trujillanos FC     | 0:4 | River Plate        | Estadio José Alberto Pérez                  |
| 2. März 2016       |     |                    |                                             |
| Club The Strongest | 2:1 | Trujillanos FC     | Estadio Hernando Siles                      |
| 10. März 2016      |     |                    |                                             |
| River Plate        | 1:1 | FC São Paulo       | Estadio Monumental Antonio Vespucio Liberti |
| 16. März 2016      |     |                    |                                             |
| Club The Strongest | 1:1 | River Plate        | Estadio Hernando Siles                      |
| Trujillanos FC     | 1:1 | FC São Paulo       | Estadio José Alberto Pérez                  |
| 5. April 2016      |     |                    |                                             |
| FC São Paulo       | 6:0 | Trujillanos FC     | Estádio do Morumbi                          |
| 6. April 2016      |     |                    |                                             |
| River Plate        | 6:0 | Club The Strongest | Estadio Monumental Antonio Vespucio Liberti |
| 12. April 2016     |     |                    |                                             |
| Trujillanos FC     | 2:1 | Club The Strongest | Estadio José Alberto Pérez                  |
| 13. April 2016     |     |                    |                                             |
| FC São Paulo       | 2:1 | River Plate        | Estádio do Morumbi                          |
| 22. April 2016     |     |                    |                                             |
| River Plate        | 4:3 | Trujillanos FC     | Estadio Monumental Antonio Vespucio Liberti |
| Club The Strongest | 1:1 | FC São Paulo       | Estadio Hernando Siles                      |

### Gruppe 2
| Pl. | Verein                 | Sp. | S | U | N | Tore    | Diff. | Punkte |
| --- | ---------------------- | --- | - | - | - | ------- | ----- | ------ |
| 1.  | Rosario Central        | 6   | 3 | 2 | 1 | 013:800 | +5    | 11     |
| 2.  | Nacional Montevideo    | 6   | 2 | 3 | 1 | 006:600 | ±0    | 09     |
| 3.  | Palmeiras São Paulo    | 6   | 2 | 2 | 2 | 012:800 | +4    | 08     |
| 4.  | River Plate Montevideo | 6   | 0 | 3 | 3 | 006:150 | −9    | 03     |

| 17. Februar 2016    |     |                     |                                                  |
| River Plate         | 2:2 | Palmeiras São Paulo | Estadio Domingo Burgueño, Maldonado, Zus.: 3.000 |
| 25. Februar 2016    |     |                     |                                                  |
| Rosario Central     | 1:1 | Nacional Montevideo | Estadio Gigante de Arroyito                      |
| 2. März 2016        |     |                     |                                                  |
| Nacional Montevideo | 0:0 | River Plate         | Estadio Gran Parque Central, Zus.: 20.000        |
| 4. März 2016        |     |                     |                                                  |
| Palmeiras São Paulo | 2:0 | Rosario Central     | Allianz Parque                                   |
| 9. März 2016        |     |                     |                                                  |
| Rosario Central     | 4:1 | River Plate         | Estadio Gigante de Arroyito                      |
| 10. März 2016       |     |                     |                                                  |
| Palmeiras São Paulo | 1:2 | Nacional Montevideo | Allianz Parque                                   |
| 17. März 2016       |     |                     |                                                  |
| River Plate         | 1:3 | Rosario Central     | Centenario, Zus.: 3.500                          |
| 18. März 2016       |     |                     |                                                  |
| Nacional Montevideo | 1:0 | Palmeiras São Paulo | Estadio Gran Parque Central, Zus.: 25.000        |
| 7. April 2016       |     |                     |                                                  |
| Rosario Central     | 3:3 | Palmeiras São Paulo | Estadio Gigante de Arroyito                      |
| River Plate         | 2:2 | Nacional Montevideo | Centenario, , Zus.: 10.000                       |
| 15. April 2016      |     |                     |                                                  |
| Nacional Montevideo | 0:2 | Rosario Central     | Estadio Gran Parque Central, Zus.: 20.000        |
| Palmeiras São Paulo | 4:0 | River Plate         | Allianz Parque                                   |

### Gruppe 3
| Pl. | Verein                 | Sp. | S | U | N | Tore    | Diff. | Punkte |
| --- | ---------------------- | --- | - | - | - | ------- | ----- | ------ |
| 1.  | Boca Juniors           | 6   | 3 | 3 | 0 | 011:400 | +7    | 12     |
| 2.  | Racing Club Avellaneda | 6   | 2 | 3 | 1 | 011:700 | +4    | 09     |
| 3.  | Club Bolívar           | 6   | 1 | 3 | 2 | 010:100 | ±0    | 06     |
| 4.  | Deportivo Cali         | 6   | 0 | 3 | 3 | 007:180 | −11   | 03     |

| 24. Februar 2016       |     |                        |                          |
| Racing Club Avellaneda | 4:1 | Club Bolívar           | Estadio Presidente Perón |
| 25. Februar 2016       |     |                        |                          |
| Deportivo Cali         | 0:0 | Boca Juniors           | Estadio Deportivo Cali   |
| 3. März 2016           |     |                        |                          |
| Boca Juniors           | 0:0 | Racing Club Avellaneda | La Bombonera             |
| 4. März 2016           |     |                        |                          |
| Club Bolívar           | 5:0 | Deportivo Cali         | Estadio Hernando Siles   |
| 11. März 2016          |     |                        |                          |
| Club Bolívar           | 1:1 | Boca Juniors           | Estadio Hernando Siles   |
| 18. März 2016          |     |                        |                          |
| Deportivo Cali         | 2:2 | Racing Club Avellaneda | Estadio Deportivo Cali   |
| 7. April 2016          |     |                        |                          |
| Racing Club Avellaneda | 4:2 | Deportivo Cali         | Estadio Presidente Perón |
| Boca Juniors           | 3:1 | Club Bolívar           | La Bombonera             |
| 13. April 2016         |     |                        |                          |
| Racing Club Avellaneda | 0:1 | Boca Juniors           | Estadio Presidente Perón |
| 15. April 2016         |     |                        |                          |
| Deportivo Cali         | 1:1 | Club Bolívar           | Estadio Deportivo Cali   |
| 20. April 2016         |     |                        |                          |
| Boca Juniors           | 6:2 | Deportivo Cali         | La Bombonera             |
| Club Bolívar           | 1:1 | Racing Club Avellaneda | Estadio Hernando Siles   |

### Gruppe 4
| Pl. | Verein                | Sp. | S | U | N | Tore    | Diff. | Punkte |
| --- | --------------------- | --- | - | - | - | ------- | ----- | ------ |
| 1.  | Atlético Nacional     | 6   | 5 | 1 | 0 | 012:000 | +12   | 16     |
| 2.  | Club Atlético Huracán | 6   | 2 | 2 | 2 | 007:700 | ±0    | 08     |
| 3.  | Peñarol Montevideo    | 6   | 1 | 2 | 3 | 005:110 | −6    | 05     |
| 4.  | Sporting Cristal      | 6   | 1 | 1 | 4 | 009:150 | −6    | 04     |

| 19. Februar 2016      |     |                       |                                 |
| Sporting Cristal      | 1:1 | Peñarol Montevideo    | Estadio Alberto Gallardo        |
| 23. Februar 2016      |     |                       |                                 |
| Club Atlético Huracán | 0:2 | Atlético Nacional     | Estadio Tomás Adolfo Ducó       |
| 2. März 2016          |     |                       |                                 |
| Atlético Nacional     | 3:0 | Sporting Cristal      | Estadio Atanasio Girardot       |
| Peñarol Montevideo    | 0:1 | Club Atlético Huracán | Estadio Centenario (Montevideo) |
| 9. März 2016          |     |                       |                                 |
| Atlético Nacional     | 2:0 | Peñarol Montevideo    | Estadio Atanasio Girardot       |
| Sporting Cristal      | 3:2 | Club Atlético Huracán | Estadio Alberto Gallardo        |
| 16. März 2016         |     |                       |                                 |
| Peñarol Montevideo    | 0:4 | Atlético Nacional     | Estadio Centenario (Montevideo) |
| 5. April 2016         |     |                       |                                 |
| Club Atlético Huracán | 4:2 | Sporting Cristal      | Estadio Tomás Adolfo Ducó       |
| 12. April 2016        |     |                       |                                 |
| Club Atlético Huracán | 0:0 | Peñarol Montevideo    | Estadio Tomás Adolfo Ducó       |
| 13. April 2016        |     |                       |                                 |
| Sporting Cristal      | 0:1 | Atlético Nacional     | Estadio Alberto Gallardo        |
| 19. April 2016        |     |                       |                                 |
| Atlético Nacional     | 0:0 | Club Atlético Huracán | Estadio Atanasio Girardot       |
| Peñarol Montevideo    | 4:3 | Sporting Cristal      | Estadio Centenario (Montevideo) |

### Gruppe 5
| Pl. | Verein                  | Sp. | S | U | N | Tore    | Diff. | Punkte |
| --- | ----------------------- | --- | - | - | - | ------- | ----- | ------ |
| 1.  | Atlético Mineiro        | 6   | 4 | 1 | 1 | 012:400 | +8    | 13     |
| 2.  | Independiente del Valle | 6   | 3 | 2 | 1 | 007:400 | +3    | 11     |
| 3.  | CSD Colo-Colo           | 6   | 2 | 3 | 1 | 004:500 | −1    | 09     |
| 4.  | FBC Melgar              | 6   | 0 | 0 | 6 | 002:120 | −10   | 0      |

| 18. Februar 2016        |     |                         |                                        |
| FBC Melgar              | 1:2 | Atlético Mineiro        | Estadio Monumental de la UNSA          |
| 19. Februar 2016        |     |                         |                                        |
| Independiente del Valle | 1:1 | CSD Colo-Colo           | Estadio Rumiñahui                      |
| 24. Februar 2016        |     |                         |                                        |
| CSD Colo-Colo           | 1:0 | FBC Melgar              | Estadio Monumental (Santiago de Chile) |
| 25. Februar 2016        |     |                         |                                        |
| Atlético Mineiro        | 1:0 | Independiente del Valle | Estádio Governador Magalhães Pinto     |
| 1. März 2016            |     |                         |                                        |
| FBC Melgar              | 0:1 | Independiente del Valle | Estadio Monumental de la UNSA          |
| 11. März 2016           |     |                         |                                        |
| CSD Colo-Colo           | 0:0 | Atlético Mineiro        | Estadio Monumental (Santiago de Chile) |
| 15. März 2016           |     |                         |                                        |
| Independiente del Valle | 2:0 | FBC Melgar              | Estadio Rumiñahui                      |
| 17. März 2016           |     |                         |                                        |
| Atlético Mineiro        | 3:0 | CSD Colo-Colo           | Estádio Governador Magalhães Pinto     |
| 6. April 2016           |     |                         |                                        |
| Independiente del Valle | 3:2 | Atlético Mineiro        | Estadio Rumiñahui                      |
| 8. April 2016           |     |                         |                                        |
| FBC Melgar              | 1:2 | CSD Colo-Colo           | Estadio Monumental de la UNSA          |
| 14. April 2016          |     |                         |                                        |
| Atlético Mineiro        | 4:0 | FBC Melgar              | Estádio Governador Magalhães Pinto     |
| CSD Colo-Colo           | 0:0 | Independiente del Valle | Estadio Monumental (Santiago de Chile) |

### Gruppe 6
| Pl. | Verein                               | Sp. | S | U | N | Tore    | Diff. | Punkte |
| --- | ------------------------------------ | --- | - | - | - | ------- | ----- | ------ |
| 1.  | Deportivo Toluca                     | 6   | 4 | 1 | 1 | 009:500 | +4    | 13     |
| 2.  | Grêmio Porto Alegre                  | 6   | 3 | 2 | 1 | 010:600 | +4    | 11     |
| 3.  | LDU Quito                            | 6   | 1 | 1 | 4 | 007:120 | −5    | 04     |
| 4.  | Club Atlético San Lorenzo de Almagro | 6   | 0 | 4 | 2 | 005:800 | −3    | 04     |

| 18. Februar 2016                     |     |                                      |                        |
| Deportivo Toluca                     | 2:0 | Grêmio Porto Alegre                  | Estadio Nemesio Díez   |
| 23. Februar 2016                     |     |                                      |                        |
| Liga de Quito                        | 2:0 | Club Atlético San Lorenzo de Almagro | Estadio La Casa Blanca |
| 2. März 2016                         |     |                                      |                        |
| Club Atlético San Lorenzo de Almagro | 1:1 | Deportivo Toluca                     | Estadio Pedro Bidegain |
| 3. März 2016                         |     |                                      |                        |
| Grêmio Porto Alegre                  | 4:0 | Liga de Quito                        | Arena do Grêmio        |
| 10. März 2016                        |     |                                      |                        |
| Grêmio Porto Alegre                  | 1:1 | Club Atlético San Lorenzo de Almagro | Arena do Grêmio        |
| 11. März 2016                        |     |                                      |                        |
| Liga de Quito                        | 1:2 | Deportivo Toluca                     | Estadio La Casa Blanca |
| 16. März 2016                        |     |                                      |                        |
| Club Atlético San Lorenzo de Almagro | 1:1 | Grêmio Porto Alegre                  | Estadio Pedro Bidegain |
| 6. April 2016                        |     |                                      |                        |
| Deportivo Toluca                     | 2:1 | Liga de Quito                        | Estadio Nemesio Díez   |
| 13. April 2016                       |     |                                      |                        |
| Deportivo Toluca                     | 2:1 | Club Atlético San Lorenzo de Almagro | Estadio Nemesio Díez   |
| 14. April 2016                       |     |                                      |                        |
| Liga de Quito                        | 2:3 | Grêmio Porto Alegre                  | Estadio La Casa Blanca |
| 20. April 2016                       |     |                                      |                        |
| Grêmio Porto Alegre                  | 1:0 | Deportivo Toluca                     | Arena do Grêmio        |
| Club Atlético San Lorenzo de Almagro | 1:1 | Liga de Quito                        | Estadio Pedro Bidegain |

### Gruppe 7
| Pl. | Verein               | Sp. | S | U | N | Tore    | Diff. | Punkte |
| --- | -------------------- | --- | - | - | - | ------- | ----- | ------ |
| 1.  | UNAM Pumas           | 6   | 5 | 0 | 1 | 017:800 | +9    | 15     |
| 2.  | Deportivo Táchira FC | 6   | 3 | 0 | 3 | 006:110 | −5    | 09     |
| 3.  | Club Olimpia         | 6   | 2 | 1 | 3 | 008:120 | −4    | 07     |
| 4.  | CS Emelec            | 6   | 1 | 1 | 4 | 010:140 | −4    | 04     |

| 17. Februar 2016     |     |                      |                                       |
| Deportivo Táchira FC | 2:1 | Club Olimpia         | Estadio Polideportivo de Pueblo Nuevo |
| 19. Februar 2016     |     |                      |                                       |
| UNAM Pumas           | 4:2 | CS Emelec            | Estadio Olímpico Universitario        |
| 26. Februar 2016     |     |                      |                                       |
| CS Emelec            | 2:0 | Deportivo Táchira FC | Estadio George Capwell                |
| 1. März 2016         |     |                      |                                       |
| Club Olimpia         | 0:2 | UNAM Pumas           | Estadio Manuel Ferreira               |
| 8. März 2016         |     |                      |                                       |
| CS Emelec            | 2:2 | Club Olimpia         | Estadio George Capwell                |
| 10. März 2016        |     |                      |                                       |
| Deportivo Táchira FC | 2:0 | UNAM Pumas           | Estadio Polideportivo de Pueblo Nuevo |
| 17. März 2016        |     |                      |                                       |
| Club Olimpia         | 4:2 | CS Emelec            | Estadio Manuel Ferreira               |
| 18. März 2016        |     |                      |                                       |
| UNAM Pumas           | 4:1 | Deportivo Táchira FC | Estadio Olímpico Universitario        |
| 5. April 2016        |     |                      |                                       |
| Deportivo Táchira FC | 1:0 | CS Emelec            | Estadio Polideportivo de Pueblo Nuevo |
| 7. April 2016        |     |                      |                                       |
| UNAM Pumas           | 4:1 | Club Olimpia         | Estadio Olímpico Universitario        |
| 13. April 2016       |     |                      |                                       |
| CS Emelec            | 2:3 | UNAM Pumas           | Estadio George Capwell                |
| Club Olimpia         | 4:0 | Deportivo Táchira FC | Estadio Manuel Ferreira               |

### Gruppe 8
| Pl. | Verein                 | Sp. | S | U | N | Tore    | Diff. | Punkte |
| --- | ---------------------- | --- | - | - | - | ------- | ----- | ------ |
| 1.  | Corinthians São Paulo  | 6   | 4 | 1 | 1 | 013:400 | +9    | 13     |
| 2.  | Club Cerro Porteño     | 6   | 3 | 1 | 2 | 006:700 | −1    | 10     |
| 3.  | Independiente Santa Fe | 6   | 2 | 2 | 2 | 006:400 | +2    | 08     |
| 4.  | CD Cobresal            | 6   | 1 | 0 | 5 | 004:140 | −10   | 03     |

| 17. Februar 2016       |     |                        |                             |
| Independiente Santa Fe | 0:0 | Club Cerro Porteño     | Estadio Nemesio Camacho     |
| 18. Februar 2016       |     |                        |                             |
| CD Cobresal            | 0:1 | Corinthians São Paulo  | Estadio El Cobre            |
| 25. Februar 2016       |     |                        |                             |
| Club Cerro Porteño     | 2:1 | CD Cobresal            | Estadio General Pablo Rojas |
| 3. März 2016           |     |                        |                             |
| Corinthians São Paulo  | 1:0 | Independiente Santa Fe | Arena Corinthians           |
| 9. März 2016           |     |                        |                             |
| CD Cobresal            | 1:2 | Independiente Santa Fe | Estadio El Cobre            |
| 9. März 2016           |     |                        |                             |
| Club Cerro Porteño     | 3:2 | Corinthians São Paulo  | Estadio General Pablo Rojas |
| 15. März 2016          |     |                        |                             |
| Independiente Santa Fe | 3:0 | CD Cobresal            | Estadio Nemesio Camacho     |
| 17. März 2016          |     |                        |                             |
| Corinthians São Paulo  | 2:0 | Club Cerro Porteño     | Arena Corinthians           |
| 7. April 2015          |     |                        |                             |
| Independiente Santa Fe | 1:1 | Corinthians São Paulo  | Estadio Nemesio Camacho     |
| 13. April 2015         |     |                        |                             |
| CD Cobresal            | 2:0 | Club Cerro Porteño     | Estadio El Cobre            |
| 21. April 2015         |     |                        |                             |
| Club Cerro Porteño     | 1:0 | Independiente Santa Fe | Estadio General Pablo Rojas |
| Corinthians São Paulo  | 6:0 | CD Cobresal            | Arena Corinthians           |

## Finalrunde

### Setzliste
Für das Achtelfinale qualifizierten sich jeweils der Erste und Zweite jeder Gruppe.
Die Spiele wurden nicht ausgelost, sondern über eine Setzliste bestimmt. An die acht Gruppensieger wurden entsprechend ihrer Rangfolge die Startnummern 1 bis 8 vergeben, der beste Gruppensieger erhielt also die 1, der zweitbeste Gruppensieger die 2 usw. Die acht Gruppenzweiten erhielten die Startnummern 9 bis 16. Im Achtelfinale spielten dann 1 – 16, 2 – 15, 3 – 14 …, also der beste Gruppenerste gegen den schlechtesten Gruppenzweiten usw.
Die nachstehende Übersicht gibt die Tabelle der Erst- und Zweitplatzierten der Gruppenphase an.
| 1                                        | Atlético Nacional       | 16 | +12 |
| 2                                        | UNAM Pumas              | 15 | +9  |
| 3                                        | Corinthians São Paulo   | 13 | +9  |
| 4                                        | Atlético Mineiro        | 13 | +8  |
| 5                                        | Deportivo Toluca        | 13 | +4  |
| 6                                        | Boca Juniors            | 12 | +7  |
| 7                                        | River Plate             | 11 | +9  |
| 8                                        | Rosario Central         | 11 | +5  |
| 9                                        | Grêmio Porto Alegre     | 11 | +4  |
| 10                                       | Independiente del Valle | 11 | +3  |
| 11                                       | Club Cerro Porteño      | 10 | −1  |
| 12                                       | FC São Paulo            | 9  | +6  |
| 13                                       | Racing Club Avellaneda  | 9  | +4  |
| 14                                       | Nacional Montevideo     | 9  | ±0  |
| 15                                       | Deportivo Táchira FC    | 9  | −5  |
| 16                                       | Club Atlético Huracán   | 8  | ±0  |
| Farblegende: Gruppensieger Gruppenzweite |                         |    |     |

### Turnierplan
|  | Achtelfinale            | Achtelfinale      | Achtelfinale |                         |   | Viertelfinale | Viertelfinale | Viertelfinale |  |  | Halbfinale | Halbfinale | Halbfinale |  |  | Finale | Finale | Finale |
|  |                         |                   |              |                         |   |               |               |               |  |  |            |            |            |  |  |        |        |        |
|  | Independiente del Valle | 2                 | 0            |                         |   |               |               |               |  |  |            |            |            |  |  |        |        |        |
|  | River Plate             | 0                 | 1            |                         |   |               |               |               |  |  |            |            |            |  |  |        |        |        |
|  | River Plate             | 0                 | 1            | Independiente del Valle | 2 | 1 (5)         |               |               |  |  |            |            |            |  |  |        |        |        |
|  |                         |                   |              | Independiente del Valle | 2 | 1 (5)         |               |               |  |  |            |            |            |  |  |        |        |        |
|  |                         | UNAM Pumas        | 1            | 2 (3)                   |   |               |               |               |  |  |            |            |            |  |  |        |        |        |
|  | Deportivo Táchira FC    | UNAM Pumas        | 1            | 2 (3)                   | 1 | 0             |               |               |  |  |            |            |            |  |  |        |        |        |
|  | Deportivo Táchira FC    |                   |              |                         | 1 | 0             |               |               |  |  |            |            |            |  |  |        |        |        |
|  | UNAM Pumas              | 0                 | 2            |                         |   |               |               |               |  |  |            |            |            |  |  |        |        |        |
|  | UNAM Pumas              | 0                 | 2            | Independiente del Valle | 2 | 3             |               |               |  |  |            |            |            |  |  |        |        |        |
|  |                         |                   |              |                         |   |               |               |               |  |  |            |            |            |  |  |        |        |        |
|  |                         | Boca Juniors      | 1            | 2                       |   |               |               |               |  |  |            |            |            |  |  |        |        |        |
|  | Nacional Montevideo     | Boca Juniors      | 1            | 2                       | 0 | 2             |               |               |  |  |            |            |            |  |  |        |        |        |
|  | Nacional Montevideo     |                   |              |                         | 0 | 2             |               |               |  |  |            |            |            |  |  |        |        |        |
|  | Corinthians São Paulo   | 0                 | 2            |                         |   |               |               |               |  |  |            |            |            |  |  |        |        |        |
|  | Corinthians São Paulo   | 0                 | 2            | Nacional Montevideo     | 1 | 1 (3)         |               |               |  |  |            |            |            |  |  |        |        |        |
|  |                         |                   |              | Nacional Montevideo     | 1 | 1 (3)         |               |               |  |  |            |            |            |  |  |        |        |        |
|  |                         | Boca Juniors      | 1            | 1 (4)                   |   |               |               |               |  |  |            |            |            |  |  |        |        |        |
|  | Club Cerro Porteño      | Boca Juniors      | 1            | 1 (4)                   | 1 | 1             |               |               |  |  |            |            |            |  |  |        |        |        |
|  | Club Cerro Porteño      |                   |              |                         | 1 | 1             |               |               |  |  |            |            |            |  |  |        |        |        |
|  | Boca Juniors            | 2                 | 3            |                         |   |               |               |               |  |  |            |            |            |  |  |        |        |        |
|  | Boca Juniors            | 2                 | 3            | Independiente del Valle | 1 | 0             |               |               |  |  |            |            |            |  |  |        |        |        |
|  |                         |                   |              |                         |   |               |               |               |  |  |            |            |            |  |  |        |        |        |
|  |                         | Atlético Nacional | 1            | 1                       |   |               |               |               |  |  |            |            |            |  |  |        |        |        |
|  | FC São Paulo            | Atlético Nacional | 1            | 1                       | 4 | 1             |               |               |  |  |            |            |            |  |  |        |        |        |
|  | FC São Paulo            |                   |              |                         | 4 | 1             |               |               |  |  |            |            |            |  |  |        |        |        |
|  | Deportivo Toluca        | 0                 | 3            |                         |   |               |               |               |  |  |            |            |            |  |  |        |        |        |
|  | Deportivo Toluca        | 0                 | 3            | FC São Paulo            | 1 | 1             |               |               |  |  |            |            |            |  |  |        |        |        |
|  |                         |                   |              | FC São Paulo            | 1 | 1             |               |               |  |  |            |            |            |  |  |        |        |        |
|  |                         | Atlético Mineiro  | 0            | 2                       |   |               |               |               |  |  |            |            |            |  |  |        |        |        |
|  | Racing Club Avellaneda  | Atlético Mineiro  | 0            | 2                       | 0 | 1             |               |               |  |  |            |            |            |  |  |        |        |        |
|  | Racing Club Avellaneda  |                   |              |                         | 0 | 1             |               |               |  |  |            |            |            |  |  |        |        |        |
|  | Atlético Mineiro        | 0                 | 2            |                         |   |               |               |               |  |  |            |            |            |  |  |        |        |        |
|  | Atlético Mineiro        | 0                 | 2            | FC São Paulo            | 0 | 1             |               |               |  |  |            |            |            |  |  |        |        |        |
|  |                         |                   |              |                         |   |               |               |               |  |  |            |            |            |  |  |        |        |        |
|  |                         | Atlético Nacional | 2            | 2                       |   |               |               |               |  |  |            |            |            |  |  |        |        |        |
|  | Grêmio Porto Alegre     | Atlético Nacional | 2            | 2                       | 0 | 0             |               |               |  |  |            |            |            |  |  |        |        |        |
|  | Grêmio Porto Alegre     |                   |              |                         | 0 | 0             |               |               |  |  |            |            |            |  |  |        |        |        |
|  | Rosario Central         | 1                 | 3            |                         |   |               |               |               |  |  |            |            |            |  |  |        |        |        |
|  | Rosario Central         | 1                 | 3            | Rosario Central         | 1 | 1             |               |               |  |  |            |            |            |  |  |        |        |        |
|  |                         |                   |              | Rosario Central         | 1 | 1             |               |               |  |  |            |            |            |  |  |        |        |        |
|  |                         | Atlético Nacional | 0            | 3                       |   |               |               |               |  |  |            |            |            |  |  |        |        |        |
|  | Club Atlético Huracán   | Atlético Nacional | 0            | 3                       | 0 | 2             |               |               |  |  |            |            |            |  |  |        |        |        |
|  | Club Atlético Huracán   |                   |              |                         | 0 | 2             |               |               |  |  |            |            |            |  |  |        |        |        |
|  | Atlético Nacional       | 0                 | 4            |                         |   |               |               |               |  |  |            |            |            |  |  |        |        |        |

### Achtelfinale
Die Hinspiele fanden zwischen dem 26. und 28. April und die Rückspiele zwischen dem 4. und 6. Mai 2016 statt.
|                         | Gesamt    |                       | Hinspiel | Rückspiel |
| ----------------------- | --------- | --------------------- | -------- | --------- |
| Club Atlético Huracán   | 2:4       | Atlético Nacional     | 0:0      | 2:4       |
| Deportivo Táchira FC    | 1:2       | UNAM Pumas            | 1:0      | 0:2       |
| Nacional Montevideo     | (a)2:2(a) | Corinthians São Paulo | 0:0      | 2:2       |
| Racing Club Avellaneda  | 1:2       | Atlético Mineiro      | 0:0      | 1:2       |
| FC São Paulo            | 5:3       | Deportivo Toluca      | 4:0      | 1:3       |
| Club Cerro Porteño      | 2:5       | Boca Juniors          | 1:2      | 1:3       |
| Independiente del Valle | 2:1       | River Plate           | 2:0      | 0:1       |
| Grêmio Porto Alegre     | 0:4       | Rosario Central       | 0:1      | 0:3       |

### Viertelfinale
Die Hinspiele fanden zwischen dem 11. und 17. Mai, die Rückspiele zwischen dem 18. und 24. Mai 2016 statt.
|                         | Gesamt          |                   | Hinspiel | Rückspiel |
| ----------------------- | --------------- | ----------------- | -------- | --------- |
| Rosario Central         | 2:3             | Atlético Nacional | 1:0      | 1:3       |
| Independiente del Valle | 3:3 (5:3 i. E.) | UNAM Pumas        | 2:1      | 1:2       |
| Nacional Montevideo     | 2:2 (3:4 i. E.) | Boca Juniors      | 1:1      | 1:1       |
| FC São Paulo            | (a)2:2(a)       | Atlético Mineiro  | 1:0      | 1:2       |

### Halbfinale
Die Hinspiele finden am 6. und 7. Juli, die Rückspiele am 13. und 14. Juli 2016 statt.
|                         | Gesamt |                   | Hinspiel | Rückspiel |
| ----------------------- | ------ | ----------------- | -------- | --------- |
| FC São Paulo            | 1:4    | Atlético Nacional | 0:2      | 1:2       |
| Independiente del Valle | 5:3    | Boca Juniors      | 2:1      | 3:2       |

### Finale

#### Hinspiel
| Independiente del Valle                                                  | Independiente del Valle | Atlético Nacional | Atlético Nacional | Aufstellung                                                 |
| ------------------------------------------------------------------------ | --- | --- | ----------------- | ----------------------------------------------------------- |
| Independiente del Valle                                                  | \| 20. Juli 2016 um 19:45 Uhr (UTC−5) in Quito (Estadio Olímpico Atahualpa) \| \| Ergebnis: 1:1 (0:1) \| \| Schiedsrichter: Enrique Cáceres ( Paraguay) \| | \| 20. Juli 2016 um 19:45 Uhr (UTC−5) in Quito (Estadio Olímpico Atahualpa) \| \| Ergebnis: 1:1 (0:1) \| \| Schiedsrichter: Enrique Cáceres ( Paraguay) \| | Atlético Nacional | Aufstellung Independiente del Valle gegen Atlético Nacional |
| Independiente del Valle                                                  | Librado Azcona – Christian Núñez, Arturo Mina, Luis Caicedo, Emiliano Tellechea – Mario Rizotto, Jefferson Orejuela, Julio Angulo (69. Jonathan Gonzáles), Junior Sornoza, Bryan Cabezas (69. Jonny Uchuari) – José Enrique Angulo (86. Miller Castillo) Cheftrainer: Pablo Repetto ( Uruguay) | Franco Armani – Daniel Bocanegra, Davinson Sánchez, Alexis Henríquez , Farid Díaz – Diego Arias, Sebastián Pérez (75. Alejandro Guerra), Orlando Berrío, Macnelly Torres (79. Elkin Blanco), Marlos Moreno (88. Andrés Ibargüen) – Miguel Borja Cheftrainer: Reinaldo Rueda | Atlético Nacional | Aufstellung Independiente del Valle gegen Atlético Nacional |
| Independiente del Valle                                                  | 1:1 Arturo Mina (86.) | 0:1 Orlando Berrío (35.) | Atlético Nacional | Aufstellung Independiente del Valle gegen Atlético Nacional |
| Independiente del Valle                                                  | Christian Núñez (43.), Mario Rizotto (57.), Luís Caicedo (78.) | Sebastián Pérez (19.), Davinson Sánchez (79.), Alejandro Guerra (90.+3') | Atlético Nacional | Aufstellung Independiente del Valle gegen Atlético Nacional |
| 20. Juli 2016 um 19:45 Uhr (UTC−5) in Quito (Estadio Olímpico Atahualpa) | | |                   |                                                             |
| Ergebnis: 1:1 (0:1)                                                      | | |                   |                                                             |
| Schiedsrichter: Enrique Cáceres ( Paraguay)                              | | |                   |                                                             |

#### Rückspiel
| Atlético Nacional                                                          | Atlético Nacional | Independiente del Valle | Independiente del Valle | Aufstellung                                                 |
| -------------------------------------------------------------------------- | --- | --- | ----------------------- | ----------------------------------------------------------- |
| Atlético Nacional                                                          | \| 27. Juli 2016 um 19:45 Uhr (UTC−5) in Medellín (Estadio Atanasio Girardot) \| \| Ergebnis: 1:0 (1:0) \| \| Schiedsrichter: Néstor Pitana ( Argentinien) \| | \| 27. Juli 2016 um 19:45 Uhr (UTC−5) in Medellín (Estadio Atanasio Girardot) \| \| Ergebnis: 1:0 (1:0) \| \| Schiedsrichter: Néstor Pitana ( Argentinien) \| | Independiente del Valle | Aufstellung Atlético Nacional gegen Independiente del Valle |
| Atlético Nacional                                                          | Franco Armani – Daniel Bocanegra, Davinson Sánchez, Alexis Henríquez , Farid Díaz – Alejandro Guerra (88. Diego Arias), Alexander Mejía, Orlando Berrío, Macnelly Torres, Marlos Moreno (76. Andrés Ibargüen) – Miguel Borja (80. Ezequiel Rescaldani) Cheftrainer: Reinaldo Rueda | Librado Azcona – Christian Núñez, Arturo Mina, Luis Caicedo, Emiliano Tellechea (87. Miller Castillo) – Mario Rizotto, Jefferson Orejuela, Julio Angulo (71. Jonathan Gonzáles), Junior Sornoza (46. Jonny Uchuari), Bryan Cabezas – José Enrique Angulo Cheftrainer: Pablo Repetto ( Uruguay) | Independiente del Valle | Aufstellung Atlético Nacional gegen Independiente del Valle |
| Atlético Nacional                                                          | 1:0 Miguel Borja (8.) | | Independiente del Valle | Aufstellung Atlético Nacional gegen Independiente del Valle |
| Atlético Nacional                                                          | Alejandro Guerra (39.), Miguel Borja (73.) | Mario Rizotto (28.), Junior Sornoza (43.), Luis Caicedo (90.+2') | Independiente del Valle | Aufstellung Atlético Nacional gegen Independiente del Valle |
| 27. Juli 2016 um 19:45 Uhr (UTC−5) in Medellín (Estadio Atanasio Girardot) | | |                         |                                                             |
| Ergebnis: 1:0 (1:0)                                                        | | |                         |                                                             |
| Schiedsrichter: Néstor Pitana ( Argentinien)                               | | |                         |                                                             |

## Beste Torschützen
| Rang | Spieler          | Klub                    | Tore |
| ---- | ---------------- | ----------------------- | ---- |
| 1    | Jonathan Calleri | FC São Paulo            | 9    |
| 2    | Ismael Sosa      | UNAM Pumas              | 8    |
|      | Marco Ruben      | Rosario Central         | 8    |
| 4    | José Angulo      | Independiente del Valle | 6    |
|      | Junior Sornoza   | Independiente del Valle | 6    |
| 6    | Carlos Tévez     | Boca Juniors            | 5    |
|      | Ramón Ábila      | Club Atlético Huracán   | 5    |
|      | Michael Santos   | River Plate Montevideo  | 5    |
|      | Fernando Uribe   | Deportivo Toluca        | 5    |
|      | Miguel Borja     | Atlético Nacional       | 5    |